# Dracy-Saint-Loup
Dracy-Saint-Loup település Franciaországban, Saône-et-Loire megyében. Lakosainak száma 634 fő (2022. január 1.). Dracy-Saint-Loup Cordesse, Autun, Curgy, Igornay, Reclesne, Saint-Forgeot és Saint-Léger-du-Bois községekkel határos.

## Népesség
A település népességének változása:
| Lakosok száma | 600  | 579  | 595  | 570  | 587  | 608  | 628  | 631  | 634  |
|               | 2013 | 2015 | 2016 | 2017 | 2018 | 2019 | 2020 | 2021 | 2022 |